# An Address to Americans: a Poem in Blank Verse

Flaga Stanów Zjednoczonych z 1841

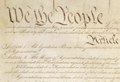
Konstytucja Stanów Zjednoczonych, preambuła. Pierwsza poprawka do Konstytucji gwarantuje wolność wyznania

An Address to Americans. A Poem in Blank Verse – utwór poetycki mormońskiego pisarza Jamesa Mulhollanda (1804-1839), opublikowany w 1841 w Nauvoo nakładem E. Robinsona.

## Autor
James Mulholland był z pochodzenia Irlandczykiem, a z wychowania katolikiem. Urodził się w 1804. Podobnie jak wielu innych mieszkańców biednej i przeludnionej Irlandii, okupowanej przez Brytyjczyków, wyemigrował do Ameryki.  W Stanach Zjednoczonych dołączył do nowo powstałego Kościoła Jezusa Chrystusa Świętych w Dniach Ostatnich. W 1838 ożenił się z Sarą (Sarah) Scott. Zmarł w 1839.

## Forma
Poemat został napisany wierszem białym (blank verse), czyli nierymowanym pentametrem jambicznym, to znaczy sylabotonicznym dziesięciozgłoskowcem, w którym akcenty metryczne padają na parzyste sylaby wersu. Schemat pentametru zapisuje się zazwyczaj sSsSsSsSsS albo x ' x ' x ' x ' x '. Nie wszystkie wersy utworu są pięciostopowe. Poeta wplata w tok wiersza dłuższe linijki. Autor używa też aliteracji, czyli współbrzmienia początkowego: A steady stream continuous in its course; That finally, their tyrant taskmasters might fail/In all attempts to fetter freedom, and oppress the poor; Oft hath my heart rejoicd, with holy joy,/To hear their voices raised, in happy eloquence. Aliteracja jest środkiem stylistycznym bardzo często stosowanym w literaturze języka angielskiego od najdawniejszych czasów.

## Treść
Jak zaznaczono na stronie tytułowej utwór Mulhollanda jest w jego zamiarze skrótowym ukazaniem zła, którego Kościół doświadczył w ostatnim czasie stanie Missouri (Intended as a brief exposure of the cruelties and wrongs, which the Church has lately experienced in the state of Missouri). Poemat został opatrzony mottem z biblijnej Księgi Przysłów: When the wicked beareth rule, the people mourn (29.2). Utwór rozpoczyna się apostrofą do Stanów Zjednoczonych, nazwanych Wielką Republiką Zachodniego Świata, ich mieszkańców i Erynu, czuli Irlandii, ojczyzny poety. Autor podkreśla, że prześladowania, o których będzie pisał zdarzyły się nie w jego rodzinnym kraju, znanym z okrucieństw, nie w państwach europejskich, w których przeważa despotyzm, ani nie w Azji czy w Afryce, gdzie kwitnie bałwochwalstwo, ale w Ameryce, będącej dumą całego świata i wzorem równości, praw i wolności. Poeta podkreśla wolność religijną w amerykańskim państwie i na tym tle zamierza ukazać krzywdy jakich doznali przedstawiciele nowego ruchu religijnego. Zaznacza, że te krzywdy wynikały z ich wiary. 

Hail, Great Republic of this Western World!
Ye sons of peace, Columbia's freemen, hail!
Hear me, a son of Erin, sing the woes,
The heartless persecutions, which a few
Of late have suffered for their conscience' sake:
Not in that land so famed for cruel wrongs,
Which gave me birth and reared me up to man:
Not in the lands of European rule.
Where despotism less or more prevails:
Neither on Asia, nor Afric's shores.
Where barbarous idolatry holds sway.
But in America, the boast of all the world;
The pattern of equality, of rights, of freedom,
Liberty, and all that would ensure to men.
Their homes secure, their various altars free.
O! that my muse, would now inspire my pen
To paint the scenes which on my heart are sketched;
Or could I show in colors just and true,
How liberty is threatened; even now
Whilst yet I write, her votaries would fear.